# Colutea armata
Colutea armata là một loài thực vật có hoa trong họ Đậu. Loài này được Hemsl. & Lace miêu tả khoa học đầu tiên.